# Acrocercops doloploca
Acrocercops doloploca är en fjärilsart som beskrevs av Edward Meyrick 1921. Acrocercops doloploca ingår i släktet Acrocercops och familjen styltmalar. Inga underarter finns listade i Catalogue of Life.